# 徐天佑
徐天佑（英語：Chui Tien You，1983年5月16日—），原名徐文健，香港歌手及演員，主唱《燕尾蝶》為人所熟悉，組合Shine成員，亦以獨立創作歌手推出唱片。

## 簡介

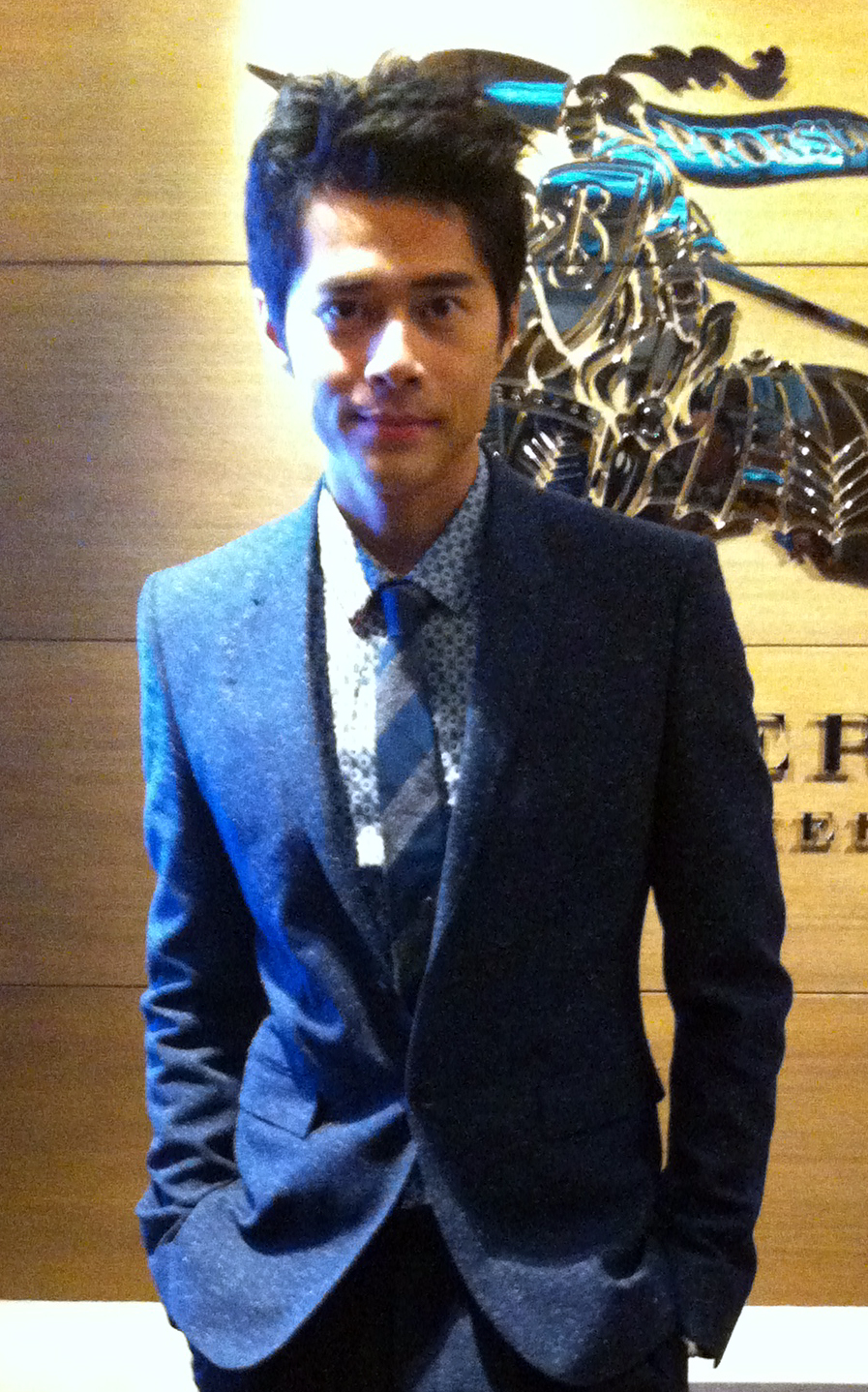
攝於2012年11月

徐天佑曾就讀於聖公會奉基小學和聖公會聖三一堂中學，於1997年讀中三時被陳果導演發掘拍攝飲品廣告，繼而簽下經理人發展其演藝事業，之後客串陳果執導的《細路祥》成為他第一次在電影裡的出現。中學畢業後他於日本修學半年，回來後正式入行，其後拍下兩部電影，劉國昌執導的《愛上我吧》和黎妙雪執導的《玻璃少女》，而該電影亦參加了2001年法國康城電影節。
2002年，徐天佑與黃又南組成了樂隊SHINE立即橫掃各大音樂頒獎禮的組合獎和新人獎成為新一代年輕偶像，推出多張唱片，拍攝多項廣告亦成為多個品牌的代言人，及膾炙人口的歌曲為《燕尾蝶》。之後他演出多部電影：葉偉信《五個嚇鬼的少年》、與梁朝偉合作《地下鐵》、在彭浩翔的《AV》飾演導演一角。2006年，他開始轉型，與樂隊SHINE分開發展，並集中其電影事業和幕後工作，演出譚家明執導、郭富城、楊采妮主演的《父子》，飾演兒子長大後的角色而被受關注，期後又演出獨立電影《魔術男》飾演一名魔術師，2008他更獲得了第13屆韓國釜山電影節「Asia Pacific Actors Network」頒發「2008Rising Star」之獎項。
徐天佑過往的形象健康，2009年在馬來西亞導演何宇恆的獨立電影《心魔》擔任男主角一改戲路（2009年香港亞洲電影節閉幕電影、瑞士盧卡諾國際電影節亞洲電影獎項），戲中飾演一位心理不平衡的青年，脫離斯文形象，擴大其演繹空間。2010年底，他經多次面試，在眾多演員中被好萊塢奧斯卡最佳導演史蒂文·索德伯格（Steven Soderbergh）選中演出《世紀戰疫》香港部分的主要角色，也是其首套好萊塢電影。2012年，他在《Concert YY 黃偉文作品展》中演出大獲好評，重組樂隊先後舉行了《Shine Again 演唱會》和香港紅磡體育館《Shine Passion Live 2012-2013誇年演唱會》。
此外，徐天佑繼續在演員路上作不同嘗試，例如參與名作家陶傑文藝處男作《愛尋迷》飾演一名患有抑鬱症的中文老師，以及2014年演出熱爆同名網絡小說改編電影《那夜凌晨，我坐上了旺角開往大埔的紅VAN》。他亦為該電影創作主題曲《街口有落》，2018年又參與電影《風再起時》，飾演影帝郭富城年輕版角色，香港四大探長青年磊樂，同年3月舉行第二個紅磡體育館演唱會《Shine Moments Live》。
徐天佑也參與很多不同領域創作，音樂方面天佑喜歡類型搖滾、流行曲和電子音樂等，創作歌曲有《天又藍》、《去吧旺角揸FIT人》、《老花前必做十件事》（2018）等，亦推出4集連載小說「麻生故事系列」、創作劇本、為報章雜誌網站撰寫專欄等，2006年他首次執導短片《拾》，2011年創立製作公司製作影片及微電影，如《子彈人》（2013）和《90度的幸福》（2014）等。2019年，他推出首張個人專輯《Thank You》。
2020年，徐天佑首次擔任男主角主演ViuTV電視劇《二月廿九》，劇中Ryan一角默默守護女主角Yeesa (吳海昕飾演)，被網民稱呼為「兵佑」（意指觀音兵）。
最近亦繼續嘗試不同的範疇，創立身心靈學院，成為靈氣療法導師。

## 音樂

### Shine
2002年：
- 《電影男孩》（百代唱片）
- 《心頭好》（百代唱片）

2003年：
- 《Natural Shine》（百代唱片）
- 《半熟男孩》（百代唱片）
- 《Super Shine》（DVD collection of Shine）（百代唱片）

2004年：
- 《Shine Me》（百代唱片）
- 《The Best Of Shine》（百代唱片）
- 《加州紅903: 11團火音樂會 - Shine》（百代唱片）

2006年：
- 《Shine On》（華納唱片）

2012年：
- 《Shine Again》（Play Button）
- 《Shine Essentials》（寰亞唱片）

2013年：
- 《Shine Passion Live DVD+CD》（寰亞唱片）

2018年：
- 果欄男孩 - 主唱：黃又南 徐天佑 作曲：何秉舜 @goomusic 作詞：梁栢堅
- 一時瑜亮 (《晴空三國》遊戲主題曲) - 主唱：黃又南 徐天佑 作曲：朱敏希@Myar 作詞：嚴柏森

### 個人唱片
| 專輯 # | 專輯名稱  | 專輯類型 | 發行公司           | 發行日期      | 曲目                                                                               |
| ------ | --------- | -------- | ------------------ | ------------- | ---------------------------------------------------------------------------------- |
| 1st    | Thank You | EP       | Icon Group Limited | 2019年2月19日 | 曲目 1. 求 2. 密陽 3. 史上最遠離家出走 4. 新浪漫 5. 我們沒有不期而遇 6. 不只你一個 |

### 派台歌曲成績
註：組合名義的派台歌，請參閱Shine之頁面。
| 派台歌曲成績（四台） | 派台歌曲成績（四台） | 派台歌曲成績（四台） | 派台歌曲成績（四台） | 派台歌曲成績（四台） | 派台歌曲成績（四台） | 派台歌曲成績（四台）                                                              | 派台歌曲成績（四台）                                                              |
| -------------------- | -------------------- | -------------------- | -------------------- | -------------------- | -------------------- | --------------------------------------------------------------------------------- | --------------------------------------------------------------------------------- |
| 唱片                 | 歌曲                 | 903                  | RTHK                 | 997                  | TVB                  | 備註                                                                              | 備註                                                                              |
| 2016年               |                      |                      |                      |                      |                      |                                                                                   |                                                                                   |
| Thank You            | 密陽                 | -                    | -                    | 19                   | -                    |                                                                                   |                                                                                   |
| Thank You            | 史上最遠離家出走     | 16                   | 11                   | 5                    | -                    | DBC華語歌曲流行指數：16                                                           | DBC華語歌曲流行指數：16                                                           |
| 2017年               |                      |                      |                      |                      |                      |                                                                                   |                                                                                   |
| Thank You            | 我們沒有不期而遇     | -                    | -                    | -                    | -                    | hmv PLAY 本週新歌排行榜：8                                                        | hmv PLAY 本週新歌排行榜：8                                                        |
| 2019年               |                      |                      |                      |                      |                      |                                                                                   |                                                                                   |
|                      | 恭喜八婆             | -                    | -                    | -                    | -                    | 與梁詠琪、陳逸寧、谷祖琳、林兆霞、陳奐仁、陳靜、丁可欣、曾國祥、豪Dee、雞Wing合唱 | 與梁詠琪、陳逸寧、谷祖琳、林兆霞、陳奐仁、陳靜、丁可欣、曾國祥、豪Dee、雞Wing合唱 |
| Thank You            | 不只你一個           | -                    | -                    | -                    | -                    | 加拿大至 HIT 中文歌曲排行榜：9                                                    | 加拿大至 HIT 中文歌曲排行榜：9                                                    |
| 派台歌曲成績（五台） |                      |                      |                      |                      |                      |                                                                                   |                                                                                   |
| 唱片                 | 歌曲                 | 903                  | RTHK                 | 997                  | TVB                  | ViuTV                                                                             | 備註                                                                              |
| 2020年               |                      |                      |                      |                      |                      |                                                                                   |                                                                                   |
|                      | 四年一遇             | -                    | -                    | -                    | ×                    | -                                                                                 | ViuTV劇集《二月廿九》插曲                                                         |
|                      | 機械輪迴             | -                    | -                    | -                    | ×                    | -                                                                                 |                                                                                   |

| 各台冠軍歌總數 | 各台冠軍歌總數 | 各台冠軍歌總數 | 各台冠軍歌總數 | 各台冠軍歌總數 | 各台冠軍歌總數    | 各台冠軍歌總數    | 各台冠軍歌總數    |
| -------------- | -------------- | -------------- | -------------- | -------------- | ----------------- | ----------------- | ----------------- |
| 四台a          | 903            | RTHK           | 997            | TVB            | 備註              | 備註              | 備註              |
| 四台a          | 0              | 0              | 0              | 0              | 四台冠軍歌總數：0 | 四台冠軍歌總數：0 | 四台冠軍歌總數：0 |
| 五台b          | 903            | RTHK           | 997            | TVB            | ViuTV             | 備註              |                   |
| 五台b          | 0              | 0              | 0              | 0              | 0                 | 五台冠軍歌總數：0 |                   |

- （*）表示歌曲仍在該榜上
- （×）沒有派往該台

### 個人單曲
2003年：
- 迪士尼動畫主題曲《屹立不倒》

2005年：
- 《科學怪人》、《腦筋進化論》

### 歌曲創作
2000年-2009年
- 電影男孩專輯--<去吧!旺角揸fit人>
- 心頭好專輯--<天又藍>、<心頭好>
- <南天>
- Natural Shine專輯--<山頂>

2010年-2019年
- Shine Essentials專輯--＜茶餐廳＞、＜第二春＞
- 《那夜凌晨，我坐上了旺角開往大埔的紅VAN》電影主題曲＜街口有落＞
- 動畫《正義雄獅》插曲 <同伴>
- <老花前必做十件事>
- Thank You專輯--<密陽>、<史上最遠離家出走>、<我們沒有不期而遇>、<新浪漫>、<不只你一個>
- <Fart> 陳奐仁聯合創作

2020年-2021年
- ViuTV劇集《二月廿九》插曲--＜四年一遇＞ (曲、詞、編、監、唱)
- ＜機械輪迴＞（曲、詞、監、唱＞
- ＜匆匆＞ (曲、詞、監、唱)

### 其他
- 香港電台太陽計劃2012 主題曲 《呼喊青春》

### 獎項
2002年
- 國際唱片業協會(香港會)--IFPI香港唱片"新組合"最佳銷量
- 香港電台 --十大中文金曲"銀禧至尊新人大獎"
- 香港新城電台—新成勁爆新人王
- 香港商業電台--叱吒樂壇組合金獎,叱吒樂壇"生力軍組合"金獎
- 香港無綫電視--勁歌金曲"新人組合"金獎

2003年
- 香港新城電台--勁爆組合,勁爆人氣歌手
- 香港商業電台--叱吒樂壇組合銀獎

2004年
- 香港新城電台--國語新勢力組合,國語力歌曲

### 演唱會
2003年：
- MotoShine 音樂會

2004年：
- 加州紅903: 11團火音樂會

2012年8月3日-8月5日：
- Shine Again

2012年12月31日-2013年1月1日：
- Shine Passion Live 跨年演唱會

2018年3月2日-3月3日：
- Shine*Moments Live 2018

## 演出作品

### 電影
| 上映年份 | 中文片名                              | 導演                      | 角色                | 合作演員 / 備註                                                                           |
| 1999年   | 細路祥                                | 陳果                      | 細路祥哥哥          | 姚月明                                                                                    |
| 2001年   | 愛上我吧                              | 劉國昌                    | LOBO                | 陳自瑤 、羅慧英、蕭宇樺                                                                   |
| 2001年   | 玻璃少女                              | 黎妙雪                    | 豆腐                | 羅烈、郭善璵、吳家麗、劉以達                                                              |
| 2002年   | 這個夏天有異性                        | 馬偉豪                    | 阿峰                | 蔡卓妍、鍾欣桐、王傑、周永恆                                                              |
| 2002年   | 五個嚇鬼的少年                        | 葉偉信                    | 陸天佑/陸寶貝       | 李蘢怡、黃又南、許紹雄、黃偉文、苑瓊丹                                                    |
| 2003年   | 地下鐵                                | 馬偉豪                    | 黃仁發              | 梁朝偉、楊千嬅、張震、葛文輝、桂綸鎂、董潔                                                |
| 2003年   | 戀上你的床                            | 陳慶嘉                    | 籃球少年(客串)      | 古天樂、鄭秀文、劉青雲                                                                    |
| 2003年   | 星空奪寶                              | Ron Clements、John Musker | Jim Hawkins（聲演） |                                                                                           |
| 2003年   | 愛在陽光下                            | 劉德華                    |                     |                                                                                           |
| 2004年   | 鬼馬狂想曲                            | 韋家輝                    | 小偷                | 古天樂、劉青雲、吳鎮宇、張柏芝                                                            |
| 2005年   | AV                                    | 彭浩翔                    | 黃家樂              | 周俊偉、曾國祥、黃又南、天宮真奈美                                                        |
| 2005年   | 喜馬拉亞星                            | 韋家輝                    | 外甥                | 劉青雲、鄭中基、吳鎮宇、應采兒、張柏芝、李兆基、黃光亮、成奎安                            |
| 2006年   | 父子                                  | 譚家明                    | 青年 周樂園         | 郭富城、楊采妮、吳澋滔、林熙蕾、秦海璐、許茹芸                                            |
| 2006年   | 春田花花同學會                        | 趙良俊                    | 見習醫生            | 眾多演員包括曾志偉、黃秋生、池珍熙、梁詠琪、黎耀祥                                        |
| 2007年   | 校墓處                                | 錢文錡                    | 高翰強              | 傅穎、李蕙敏、賈曉晨、張致恆、梁靖琪、謝雪心、傅嘉莉                                      |
| 2007年   | 魔術男                                | 黃修平                    | 希                  | 楊淇、梁曉豐                                                                              |
| 2007年   | 葬禮揸FIT人                           | 鍾繼昌                    | 家寶                | 林家棟、陳小春、商天鵝、譚耀文                                                            |
| 2007年   | 戲王之王                              | 陳慶嘉、梁柏堅            | 便衣警員（客串）    | 蔡卓妍、詹瑞文、葉璇                                                                      |
| 2008年   | 內衣少女                              | 陳慶嘉、秦小珍            | 輔警                | 鄧麗欣、文詠珊、湯怡、賈曉晨、鄭中基、王祖藍                                              |
| 2008年   |                                       | 劉國昌                    | 劉灘                | 任達華、林雪、邵美琪                                                                      |
| 2009年   | 心魔                                  | 何宇恆                    | 德仔                | 惠英紅、黃明慧                                                                            |
| 2010年   | 志明與春嬌                            | 彭浩翔                    | 便利店員（客串）    | 楊千嬅、余文樂                                                                            |
| 2010年   | 人間喜劇                              | 陳慶嘉                    | 軍人（客串）        | 杜汶澤、王祖藍、許紹雄                                                                    |
| 2011年   | 世紀戰疫（英文：Contagion）           | Steven Soderbergh         | 李輝                | Matt Damon、Marion Cotillard、Jude Law、Gwyneth Paltrow、Kate Winslet、Laurence Fishburne |
| 2011年   | 孤島驚魂                              | 鍾繼昌                    | 石南                | 陳小春、楊冪、安雅，黃又南、蔡淑臻、譚俊彥                                                |
| 2011年   | 競雄女俠秋瑾                          | 邱禮濤                    | 陳天華              | 杜宇航、黃奕、黃秋生、林雪、鄭嘉穎                                                        |
| 2012年   | 八星抱喜                              | 陳慶嘉、秦小珍            | 眼科醫生（客串）    | 甄子丹、杜汶澤、吳君如、陳慧琳、古天樂、黃百鳴、熊黛林、楊冪                              |
| 2013年   | 爆3俏嬌娃                             | 卓韻芝                    | 骰仔                | 周秀娜、盧頌之、余曉彤、童冰玉                                                            |
| 2014年   | 釋迦牟尼彿傳                          | 李國輝                    | 悉達多太子          | 呂良偉、謝婷婷、麥長青、羅家英、李龍基                                                    |
| 2014年   | 愛尋迷                                | 陶傑                      | 家樂                | 關楚耀、羅霖、Mandy Lieu、盛朗熙、Christopher Goh                                         |
| 2014年   | 那夜凌晨，我坐上了旺角開往大埔的紅van | 陳果                      | 阿信                | 任達華、文詠珊、林雪、黃又南、惠英紅、李璨琛、卓韻芝                                      |
| 2015年   | 同班同學                              | 陸苡心                    | （客串）            | 郭奕芯、廖子妤、麥芷誼                                                                    |
| 2016年   | 打開我天空: 盜亦有導                  | 唐家偉                    | 阿細                | 黃日華                                                                                    |
| 2017年   | 藍精靈：迷失的村莊                    | Kelly Asbury              | 智多星（聲演）      |                                                                                           |
| 2017年   | 沒有傍晚的後天                        | 黃永峰                    |                     | 陳欣姸                                                                                    |
| 2017年   | 小馬寶莉大電影                        |                           | 卡柏（聲演）        |                                                                                           |
| 2019年   | 恭喜八婆                              | 彭浩翔                    | Frank               | 楊千嬅、梁洛施                                                                            |
| 2020年   | 再見UFO                               | 梁柏堅                    |                     | 蔡卓姸、黃又南、衞詩雅                                                                    |
| 地下拳   |                                       |                           |                     |                                                                                           |
| 2023年   | 風再起時                              | 翁子光                    | 磊樂（青年）        | 郭富城、梁朝偉、譚耀文、周文健                                                            |

### 電視劇集
| 年份   | 電視台／媒體 | 劇集名稱                       | 角色        | 合作演員 / 備註                                      |
| 2003年 | 無綫電視     | 《當四葉草碰上劍尖時》         | 四大劍神    | 客串                                                 |
| 2007年 | 香港電台     | 香港電台電視劇集《屋宇委員會》 |             |                                                      |
| 2009年 | 香港電台     | 香港電台電視單元劇《流金頌》   |             |                                                      |
| 2020年 | ViuTV        | 《二月廿九》                   | 馬智浩 Ryan | 吳海昕、劉俊謙、張松枝、麥可怡、李敏、張凱娸、岑珈其 |
| 2022年 | ViuTV        | 《940920》                     | 馬智浩 Ryan |                                                      |

### 短片
| 上映年份 | 中文片名                           | 導演   | 角色     | 合作演員 / 備註                                      |
| 2006年   | 拾                                 | 徐天佑 | 新移民   | 傅嘉莉、蕭宇樺                                       |
| 2010年   | 香港國際電影節-香港四重奏 《偏偏》 | 麥曦茵 | 男主角   | 楊淇                                                 |
| 2011年   | 香港國際電影節-香港四重奏2         | 何宇恆 | 便衣警探 | 惠英紅、詩雅                                         |
| 2013年   | 子彈人                             | 徐天佑 | 麻生先生 | 葉山豪、王志安、李綺雯、梁浩然、Singh Hartihan Bitto |
| 2013年   | 還愛                               |        | 新郎     | 黃又南、李雯婷、趙哲妤                               |
| 2015年   | 90度的幸福                         | 徐天佑 | 健       | 楊淇                                                 |

### 舞台劇
| 年份   | 劇團       | 舞台劇名稱                    | 角色  | 合作演員 / 備註                                      |
| 2016年 | W創作社    | 《夏風夜涼》                  |       | 梁祖堯、黃又南、湯駿業、白只                         |
| 2019年 | 劇道場     | 《決戰巖流島》                |       |                                                      |
| 2019年 | 風車草劇團 | 《尋常心》 (The Normal Heart) | Felix | 梁祖堯 、黃秋生、湯駿業、邵美君                      |
| 2023年 | 風車草劇團 | 《三聖邨的Little Mermaid》    | 家明  | 梁祖堯、湯駿業、邵美君、胡麗英、韋羅莎、陸昕、譚安婷 |

### 電視廣告
1997年
- 維他檸檬茶 電視廣告

2003年
- 網劇--《男女字典》
- Motorola手機電視廣告

2004年
- Motorola手機短篇電視廣告10集
- 美年達(Mirinda)汽水代言人／電視廣告

2019年
- 金管局「轉數快」廣告

### 節目主持／嘉賓
2008年
- 首作映畫 全集 (主持)

2009年
- now香港台《一個地球－柬埔寨》 (主持)

2011年
- 點心衛視《登陸珠三角》 第二集、第六集 (嘉賓)

2013年
- 超級無敵獎門人終極篇 第15集 (嘉賓)

2016年
- 我愛香港 第7集 (嘉賓)

2023年
- Chat It Out 第6集 (嘉賓)

### 廣告代言
- Citizen
- Philips燈膽
- Moneysq.com
- 晴空三國手機遊戲
- 死神羈絆之刃
- 7-11

### 演員獎項
2008年
- 第十三屆釜山國際電影節Asia Pacific Actors Award 「Rising Star」亞洲新星大獎

2009年
- 盧卡諾國際電影節NETPAC最佳亞洲電影獎-《心魔》

## 導演作品
- 2006年: 鳳凰衛視十周年—短片《拾》
- 2013年: 微電影《子彈人》
- 2013年: Shine<愛迪生>Music Video
- 2015年: 微電影《90度的幸福》
- 2016年: <密陽>Music Video
- 2017年: <我們沒有不期而遇>Music Video
- 2019年: <FART> Music Video
- 2019年: <十號儲物櫃> Music Video

## 出版書籍

### 小說
- 2010年: 麻生故事系列01《麻生．尋鬼記》
- 2010年: 麻生故事系列02《麻生．時光秘密》
- 2011年: 麻生故事系列03《預言書手稿》
- 2012年: 麻生故事系列04《麻生．噬魂曲》
- 2012年: 新非人協會﹣短篇故事《與麻生先生談子彈人》

### 遊記
- 2011年: 《酒武士.日遊.1983公里》

### 心靈勵志
- 2024年: 《徐天佑──療癒覺醒》

## 外部連結
- 徐天佑的Facebook專頁
- 徐天佑的Instagram帳戶
- 徐天佑的新浪微博
- 路訊網獨家創作徐天佑連載博客
- 麻生工作室
- 徐天佑在互联网电影资料库（IMDb）上的資料（英文）（英文）
- 在AllMovie上徐天佑的頁面（英文）
- 徐天佑在香港影庫上的簡介
- 徐天佑在豆瓣上的资料（简体中文）
- 徐天佑在时光网上的簡介（简体中文）